# The Velvet
The Velvet là mini album thứ hai của nhóm nhạc nữ Hàn Quốc Red Velvet. Được phát hành vào ngày 17 tháng 3 năm 2016, bởi SM Entertainment.
Album này là sự kế thừa tinh thần của album phòng thu đầu tiên của họ The Red, được phát hành vào tháng năm 2015. Trong khi The Red tập trung vào hình ảnh sống động và tươi sáng của họ "RED", The Velvet tập trung vào hình ảnh mềm mại nữ tính "VELVET". Album bao gồm năm bài hát cộng với ba bản remix của ca khúc chủ đề "One Of These Night".

## Bối cảnh và phát hành
Trong khi quảng bá cho album mới nhất của mình tại một cuộc họp báo ngày 08 tháng 9 năm 2015, các thành viên và công ty đã gợi ý một album tiếp theo cho The Red, mặc dù một SM Entertainment đại diện làm rõ rằng không có gì đã được lên lịch.
Ngày 02 tháng 3 năm 2016, một đại diện của SM Entertainment tiết lộ rằng nhóm đã hoàn thành quay video âm nhạc cho ca khúc chủ đề của album. SM Entertainment bắt đầu ra teaser của các thành viên bằng tài khoản Instagram chính thức của nhóm vào ngày 10 và sau đó xác nhận một 16 tháng 3 ngày phát hành và ca khúc chủ đề "One of These Nights". Bài hát được mô tả như là một bản ballad R&B với một nhịp điệu nhẹ nhàng.

### Sự chậm trễ
Mười phút trước khi phát hành như dự kiến vào ngày 16 tháng 3, SM Entertainment đã thông báo rằng các video ca nhạc và phát hành album sẽ bị trì hoãn đến sáng 17 "để đảm bảo chất lượng cao của công việc". Ban nhạc đã xin lỗi người hâm mộ thất vọng của họ vào ngày 16 tháng ba phát sóng của 'Good Morning FM', nơi mà họ đã nói về album mới của họ và ca khúc chủ đề của nó.

## Danh sách bài hát
| STT              | Nhan đề                                                                          | Phổ lời          | Phổ nhạc                                                                      | Thời lượng |
| ---------------- | -------------------------------------------------------------------------------- | ---------------- | ----------------------------------------------------------------------------- | ---------- |
| 1.               | "One of These Nights" (7월 7일)                                                  | Seo Ji-eum       | Hwang Chan-hee, Andreas Öberg, Maria Marcus, Lee Sung-joo, Hong So-jin        | 04:21      |
| 2.               | "Cool Hot Sweet Love"                                                            | Kenzie           | Daniel Obi Klein, Charlotte Taft, Michael Nordmark, Thomas Sardorf            | 03:53      |
| 3.               | "Light Me Up"                                                                    | Kenzie           | Kenzie, Deez, Rodnae "Chikk" Bell                                             | 03:32      |
| 4.               | "First Time" (처음인가요)                                                        | Kenzie           | Kenzie                                                                        | 04:02      |
| 5.               | "Rose Scent Breeze" (장미꽃 향기는 바람에 날리고; trình bày: Seulgi, Wendy, Joy) | Jung Hye-kyung   | Hong Jong-ha, Park Gun-chul, Jung Soo-min                                     | 04:52      |
| 6.               | "One of These Nights" (7월 7일; phiên bản De-Capo)                               | Seo Ji-eum       | Hwang Chan-hee, Andreas Öberg, Maria Marcus, De-Capo Music Group & Rod Bonner | 04:11      |
| 7.               | "One of These Nights" (7월 7일; phiên bản Joe Millionaire)                       | Seo Ji-eum       | Hwang Chan-hee, Andreas Öberg, Maria Marcus, Joe "Joe Millionaire" Foster     | 04:07      |
| 8.               | "One of These Nights" (7월 7일; phiên bản piano)                                 | Seo Ji-eum       | Hwang Chan-hee, Andreas Öberg, Maria Marcus                                   | 04:05      |
| Tổng thời lượng: | Tổng thời lượng:                                                                 | Tổng thời lượng: | Tổng thời lượng:                                                              | 33:03      |

## Bảng xếp hạng
| Bảng xếp hạng                     | Thứ hạng cao nhất |
| --------------------------------- | ----------------- |
| Album Hàn Quốc (Gaon)             | 1                 |
| Album Nhật Bản (Oricon)           | 75                |
| Album thế giới tại Mỹ (Billboard) | 8                 |

## Giải thưởng và đề cử
| Bài hát               | Chương trình  | Ngày                |
| --------------------- | ------------- | ------------------- |
| "One of These Nights" | The Show      | 22 tháng 3 năm 2016 |
| "One of These Nights" | Show Champion | 23 tháng 3 năm 2016 |
| "One of These Nights" | M! Countdown  | 24 tháng 3 năm 2016 |
| "One of These Nights" | Music Bank    | 25 tháng 3 năm 2016 |
| "One of These Nights" | Inkigayo      | 27 tháng 3 năm 2016 |

## Lịch sử phát hành
| Khu vực  | Ngày                | định dạng            | Nhãn                       |
| -------- | ------------------- | -------------------- | -------------------------- |
| Thế giới | 17 tháng 3 năm 2016 | Digital Download     | SM Entertainment           |
| Hàn Quốc | 17 tháng 3 năm 2016 | CD, Digital Download | SM Entertainment, KT Music |